# Пономарёв, Михаил Александрович (врач)
Михаил Александрович Пономарёв (1863—1921) — русский врач, терапевт-инфекционист, работал в п. Крестовоздвиженском и в г. Пермь. Ошибочно считается двоюродным братом В.И. Ленина.

## Биография
Родился 10 февраля 1863 года по старому стилю в Воронеже в семье чиновника Пономарёва Александра Ивановича. Имел 4 сестры и 1 брата: Марию, Елену, Ольгу, Зинаиду, Николая. 

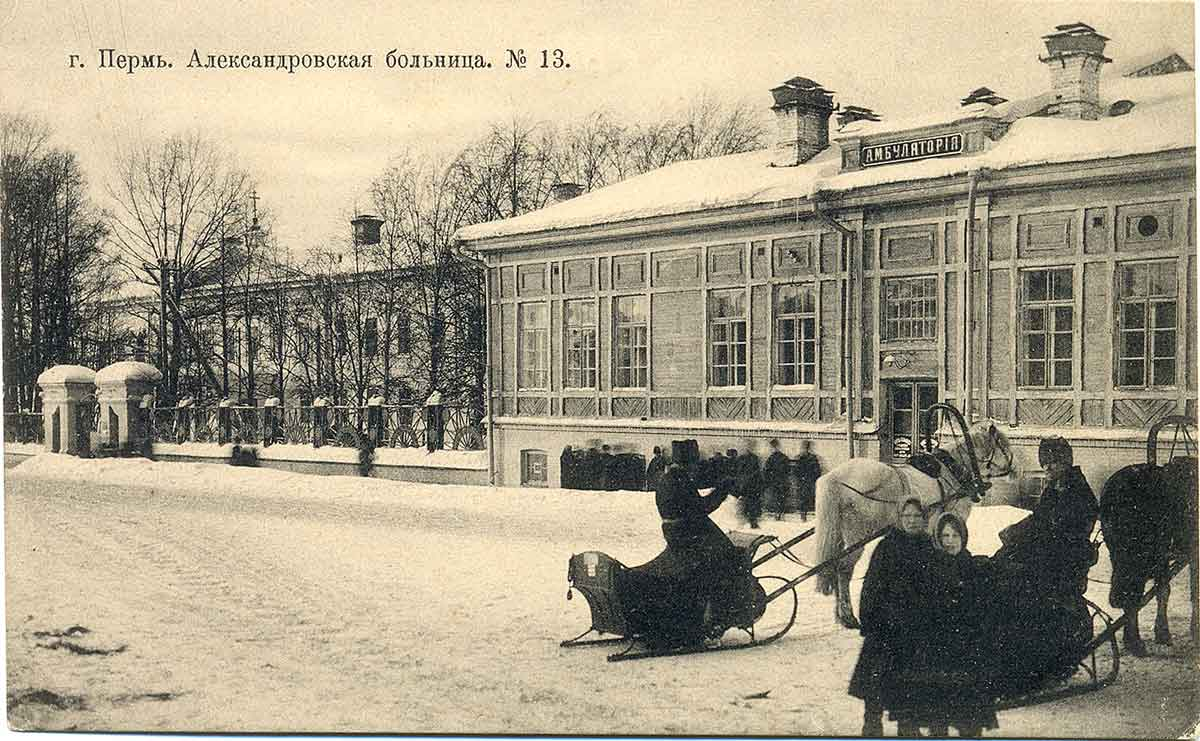
Амбулатория Пермской Александровской больницы

Окончил Пермскую гимназию в июне 1882 года.
С 1882 по 1887 год обучался на медицинском факультете Казанского университета. По специальности — терапевт-инфекционист. Первые 15 лет проработал земским врачом Пермского уезда. Также был ординатором приюта душевнобольных в Перми и врачом госпиталя в посёлке Крестовоздвиженском.
С 1907 года — терапевт Пермской Александровской больницы и одновременно школьный врач Пермских ремесленных учебных мастерских. В 1918 году Пономарёв возглавил Александровскую больницу и до конца жизни, включая годы Гражданской войны, работал в ней главным врачом.
Умер в Перми прямо на работе от кровоизлияния в мозг 1 февраля 1921 года.